# V358 Гидры
V358 Гидры (лат. V358 Hydrae), HD 82908 — двойная затменная переменная звезда типа Алголя (EA) в созвездии Гидры на расстоянии приблизительно 1478 световых лет (около 453 парсек) от Солнца. Видимая звёздная величина звезды — от +9,53m до +9,02m. Орбитальный период — около 2,9831 суток.
Открыта Куно Хофмейстером в 1934 году*.

## Характеристики
Первый компонент — белая звезда спектрального класса A2. Радиус — около 2,8 солнечного, светимость — около 26,051 солнечной. Эффективная температура — около 10156 K.